# Yelandur
Yelandur là một thị xã panchayat của quận Chamarajanagar thuộc bang Karnataka, Ấn Độ.

## Địa lý
Yelandur có vị trí 12°04′B 77°02′Đ / 12,07°B 77,03°Đ Nó có độ cao trung bình là 555 mét (1820 feet).

## Nhân khẩu
Theo điều tra dân số năm 2001 của Ấn Độ, Yelandur có dân số 8583 người. Phái nam chiếm 51% tổng số dân và phái nữ chiếm 49%. Yelandur có tỷ lệ 58% biết đọc biết viết, thấp hơn tỷ lệ trung bình toàn quốc là 59,5%: tỷ lệ cho phái nam là 65%, và tỷ lệ cho phái nữ là 50%. Tại Yelandur, 10% dân số nhỏ hơn 6 tuổi.